# توماس تي مولتون
توماس تي مولتون (بالإنجليزية: Thomas T. Moulton)‏ هو مهندس ومهندس الصوت أمريكي، ولد في 1896 في واوسو في الولايات المتحدة، وتوفي في 29 مارس 1967 في فريسنو في الولايات المتحدة.

## وصلات خارجية
- توماس تي مولتون على موقع IMDb (الإنجليزية)